# Alberto Félix
Alberto Félix Miranda (16 luglio 1969) è un ex pentatleta messicano.
È il fratello del pentatleta Samuel Félix.

## Palmarès
In carriera ha conseguito i seguenti risultati:
- Mondiali:

Basilea 1995: bronzo nel pentathlon moderno staffetta a squadre.